# Porcellana bianca e blu

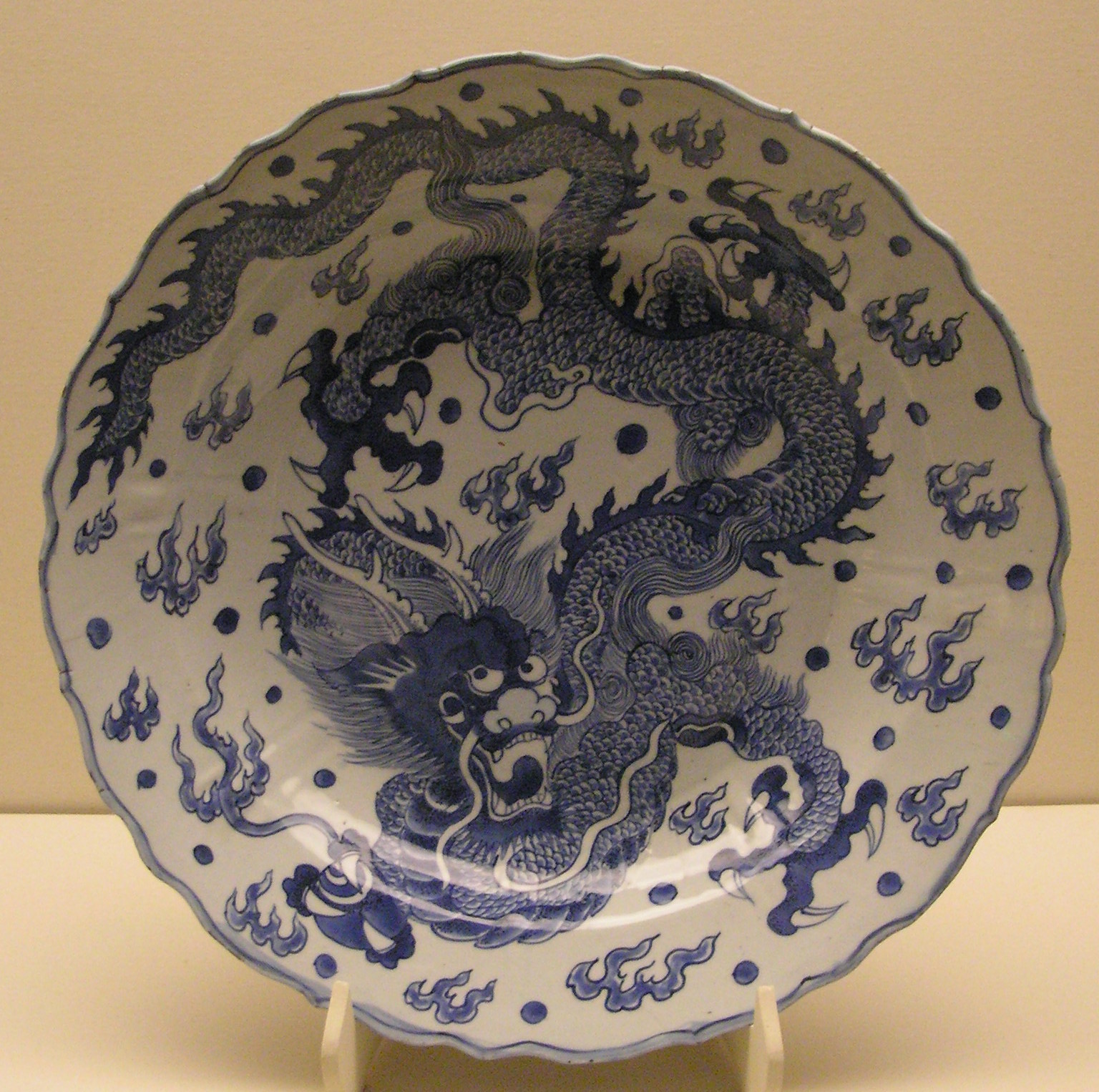
Piatto in porcellana bianca e blu, con dipinto un dragone cinese, della Dinastia Ming

Con il termine porcellana bianca e blu si intende quel genere di vasellame in porcellana decorato con un pigmento blu, generalmente ossido di cobalto. La decorazione viene realizzata a mano, con il metodo dello stencil o della stampa a trasferimento termico, anche se in passato sono stati usati altri metodi di applicazione.

## Origine e sviluppo

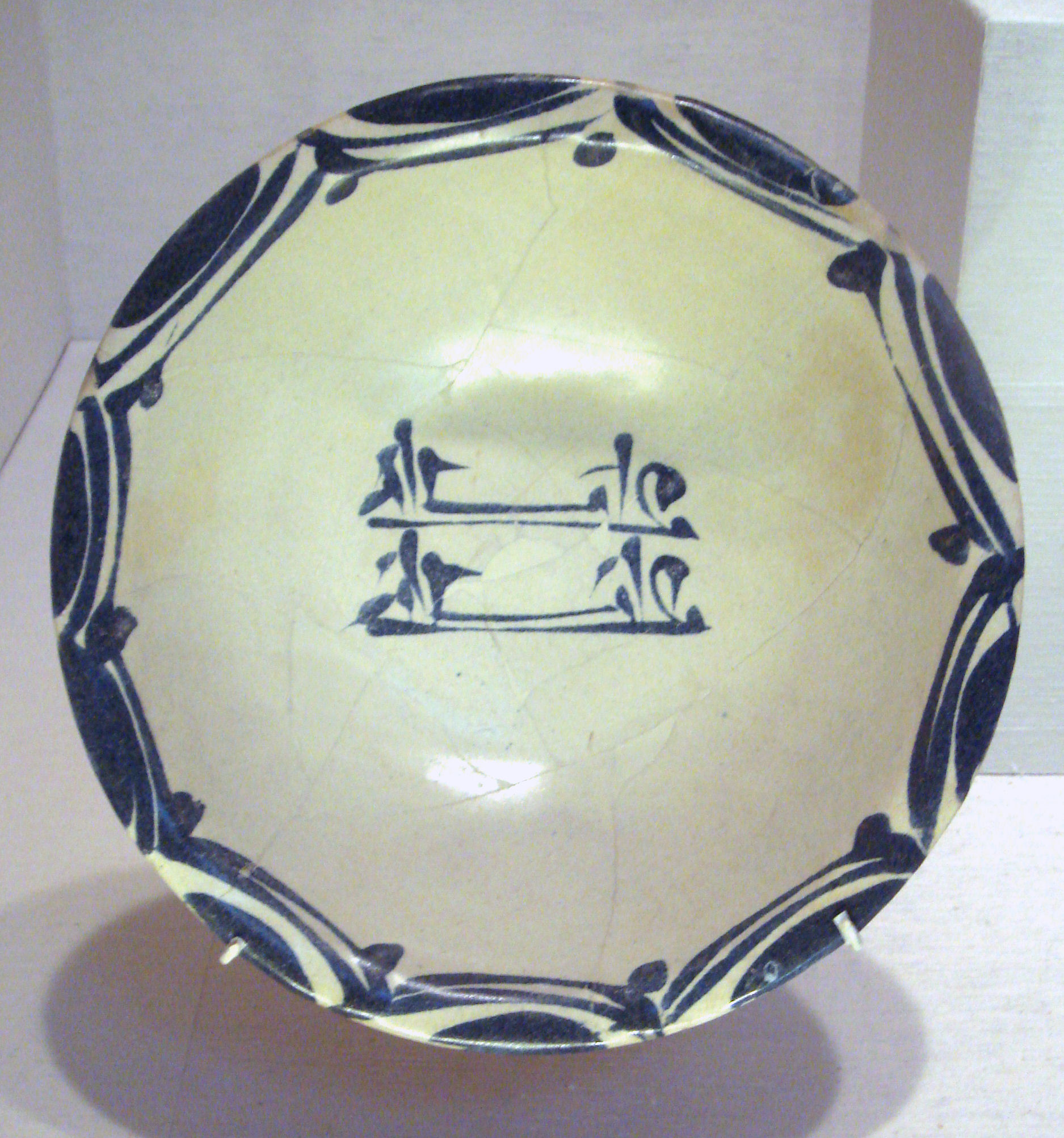
Piatto islamico, con decorazioni in bianco e blu, Iraq, IX secolo.

La tecnica delle decorazioni in cobalto blu sembra sia stata realizzata in medio oriente nel IX secolo, attraverso delle sperimentazioni su vasellame bianco. I pigmenti di cobalto blu venivano estratti dalle miniere dell'Iran centrale a partire dal IX secolo ed esportati, come materiale grezzo, in Cina.
La tecnica del bianco e blu venne sviluppata completamente in Cina nel corso del XIV secolo. In alcuni casi, le porcellane cinesi bianche e blu incorporavano anche disegni islamici, come nel caso di alcuni ottoni Mamluk che erano convertiti in porcellane cinesi bianche e blu.

### Porcellane bianche e blu delle Dinastie Tang e Song

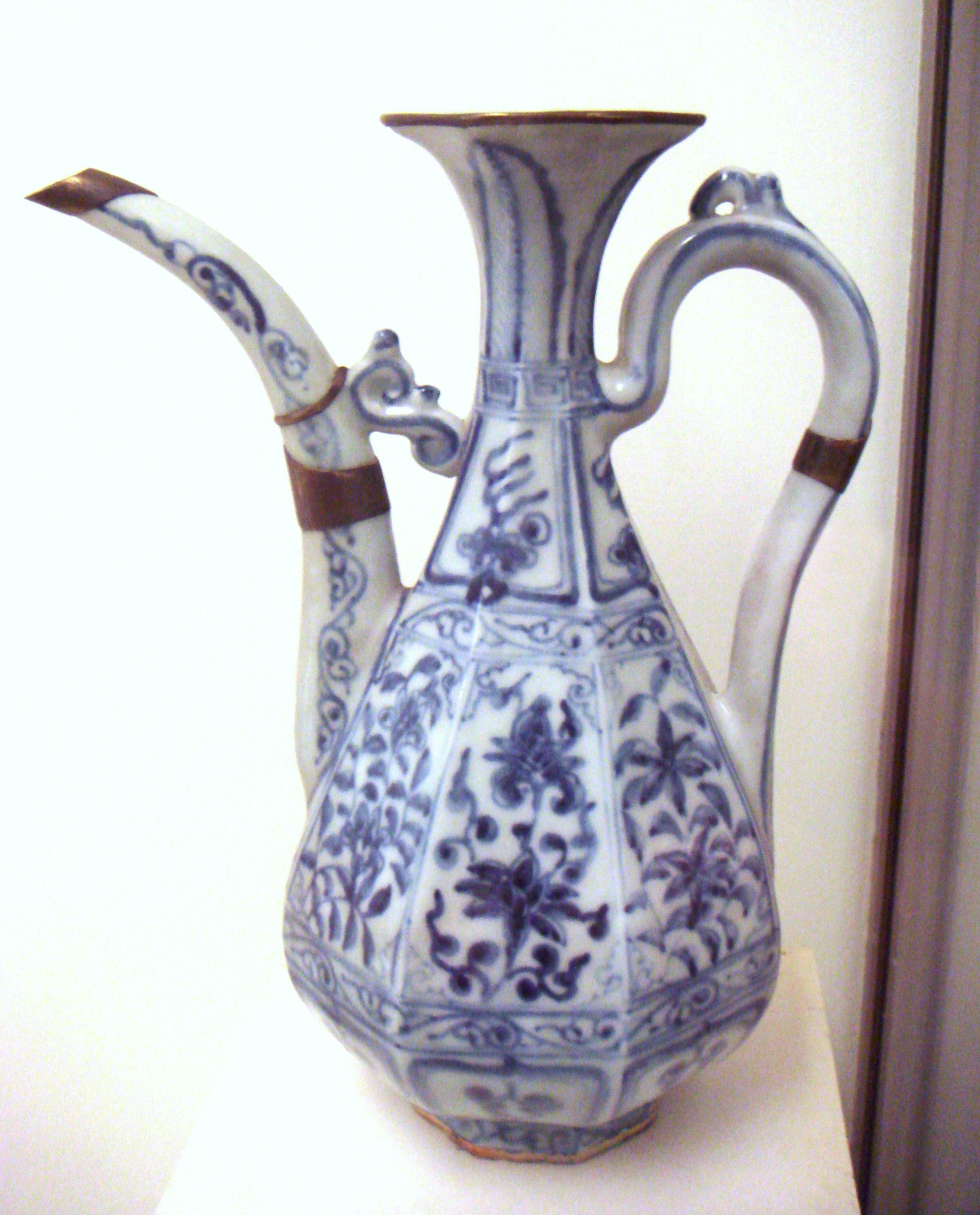
Prime porcellane cinesi bianche e blu, realizzate intorno al 1335, Jingdezhen.

I primi manufatti in porcellana cinese bianca e blu vennero realizzati nel IX secolo nella provincia di Henan, Cina, anche se solo frammenti sono giunti a noi. Le porcellane della Dinastia Tang, in bianco e blu, sono ancora più rare di quelle della Dinastia Song ed erano sconosciute prima del 1985. I manufatti Tang non sono però delle vere e proprie porcellane, ma piuttosto delle terrecotte verdastre ottenute utilizzando pigmenti blu cobalto che probabilmente originavano dal medio oriente. Molti di questi frammenti, ritrovati dal 1985, incorporavano disegni mediorientali. Gli unici tre pezzi interi "Tang blu e bianco" esistenti al mondo, sono stati ritrovati in Indonesia a Belitung, da un relitto di un naufragio, nel 1998 e poi venduti a Singapore.

### Sviluppi del XIV secolo
Nei primi anni del XIV secolo ebbe inizio a Jingdezhen, a volte chiamata la capitale della porcellana cinese, la produzione di massa di fine porcellana, traslucida, in bianco e blu. Questo sviluppo fu dovuto alla combinazione del commercio islamico e delle tecniche cinesi. La nuova produzione divenne possibile a seguito dell'esportazione di cobalto dalla Persia (chiamato Huihui qing, 回回青, "blu islamico") unita alla qualità bianca traslucida della porcellana cinese. Cobalto blu era considerato un prodotto prezioso, che costava più del doppio di un eguale quantitativo di oro. Le decorazioni erano ispirate largamente a motivi islamici. Gran parte di questi manufatti veniva poi esportata nell'Asia di sud-ovest dai mercanti musulmani basati a Canton.
La porcellana cinese bianca e blu veniva cotta in forno: dopo che il corpo si era essiccato, veniva decorato con raffinati pigmenti blu cobalto mescolati con acqua e applicati a pennello. Una volta essiccata la decorazione, veniva ricoperta da uno smalto chiaro e cotta ad alta temperatura. Dal XVI secolo iniziarono a svilupparsi le fonti locali di blu cobalto anche se il cobalto persiano rimase il più costoso. La produzione di porcellana bianca e blu continua a Jingdezhen fino a oggi. Essa raggiunse il massimo della perfezione tecnica durante il regno di Kangxi imperatore della Dinastia Qing (regnante dal 1661 al 1722).

### Evoluzione della porcellana bianca e blu

#### XIV secolo
Il vero sviluppo della porcellana bianca e blu in Cina iniziò con la prima metà del XIV secolo, quando andò progressivamente sostituendosi alla tradizionale secolare ceramica bianco-bluastra, o Qingbai. Il centro di produzione principale fu Jingdezhen nella provincia di Jiangxi.

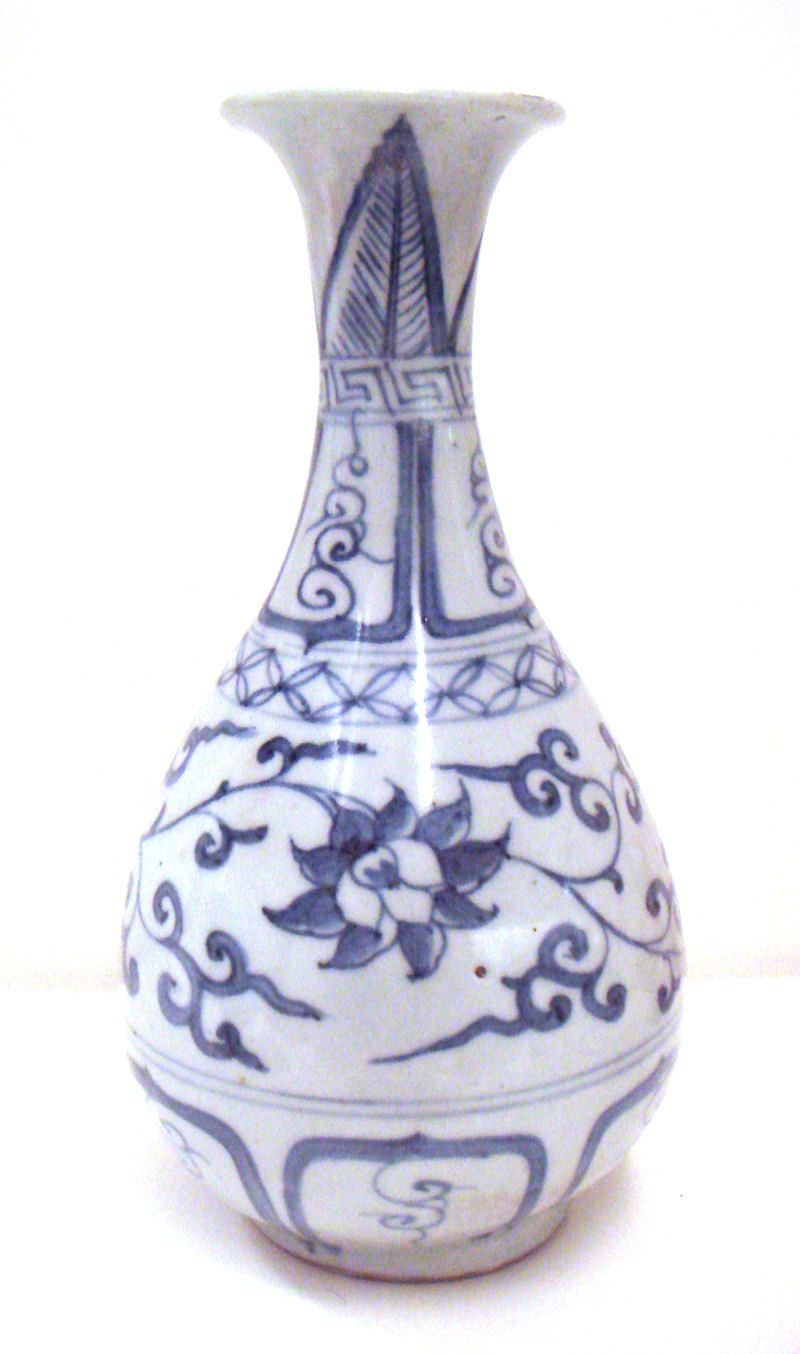
Primi manufatti in porcellana bianca e blu, prima metà del XIV secolo, Jingdezhen.
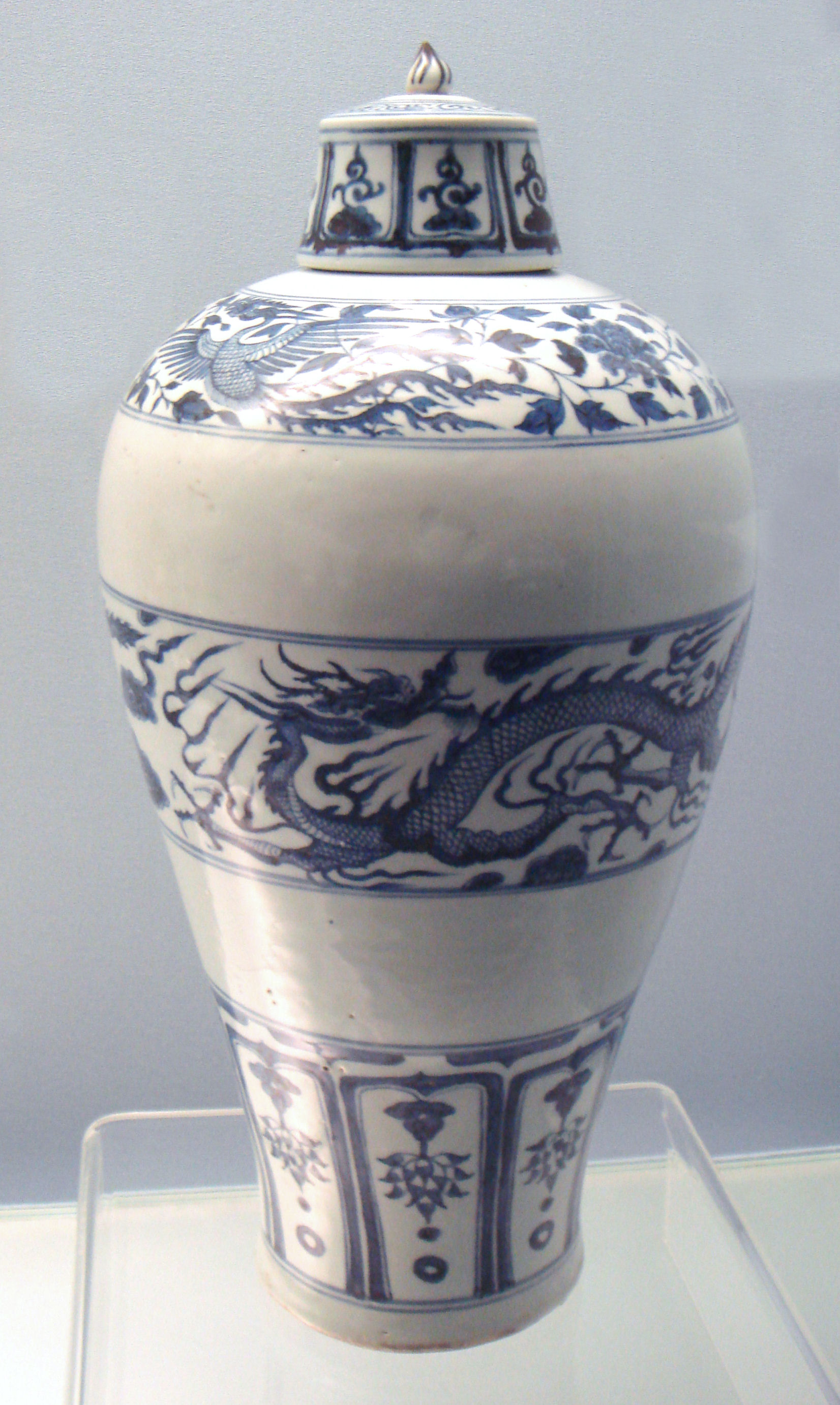
Vase in porcellana bianca e blu (1271-1368), Jingdezhen, trovato nella provincia di Jiangxi.
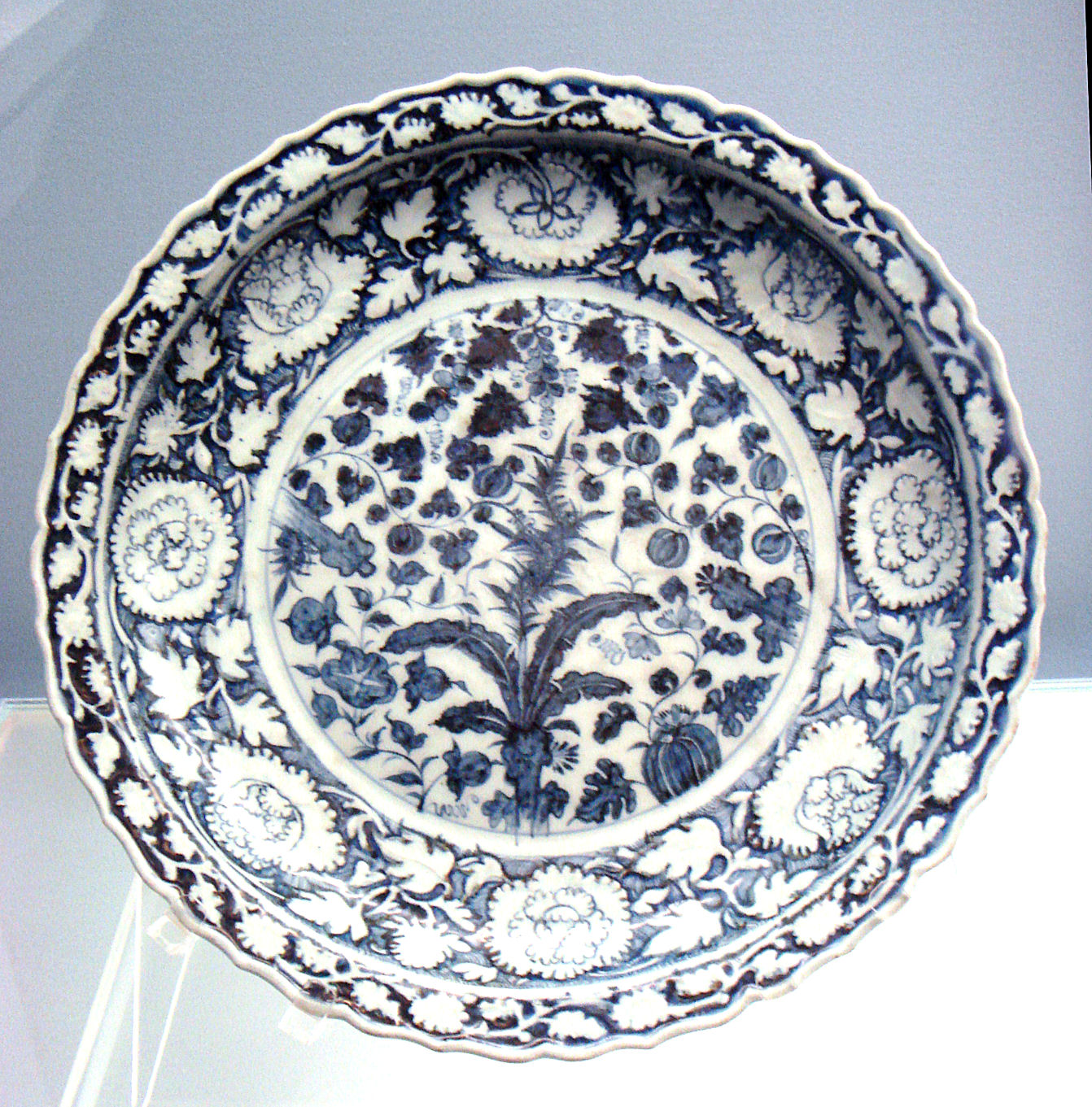
Piatto, Jingdezhen, (1271-1368).
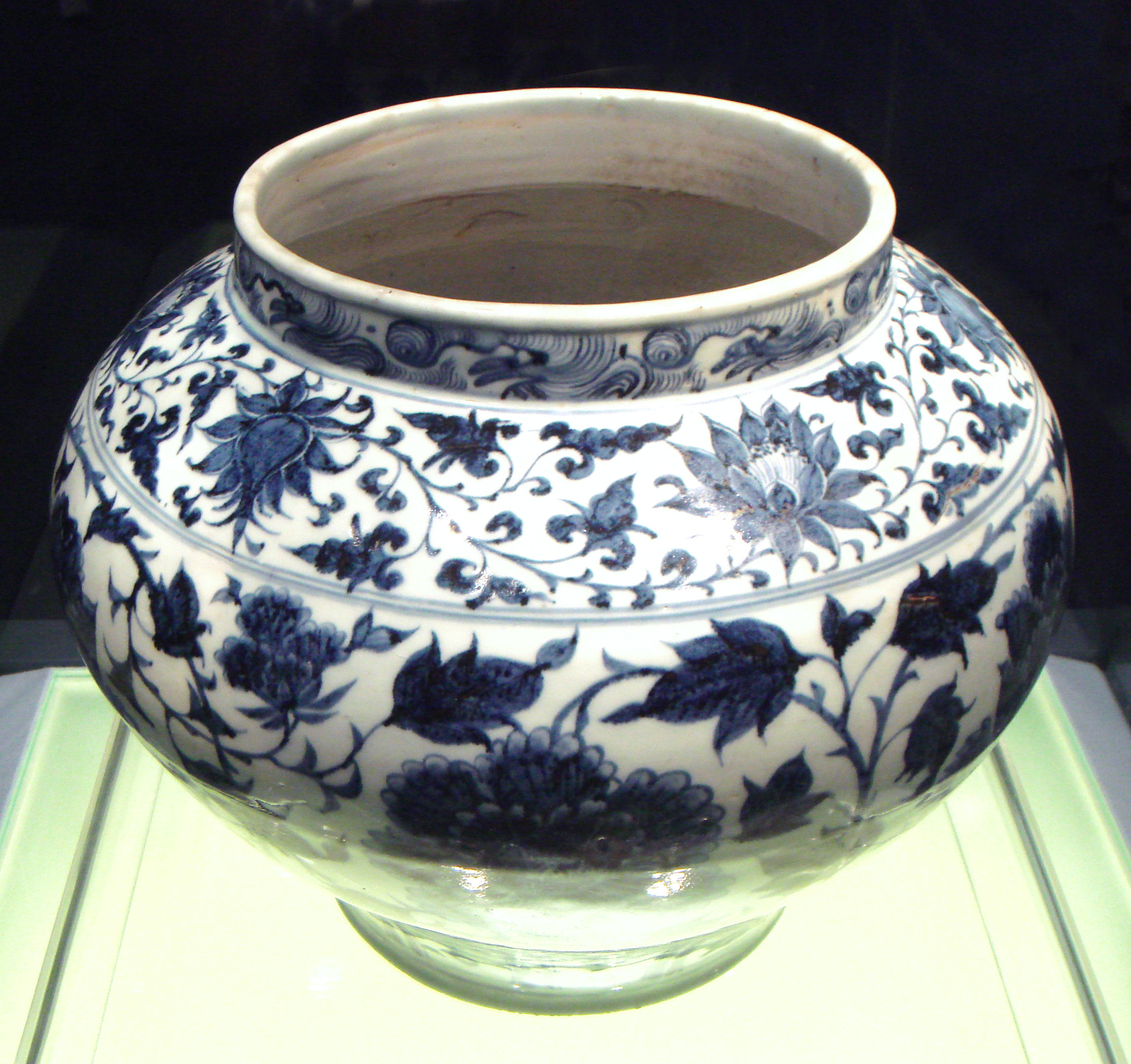
Giara, Jingdezhen, (1271-1368).
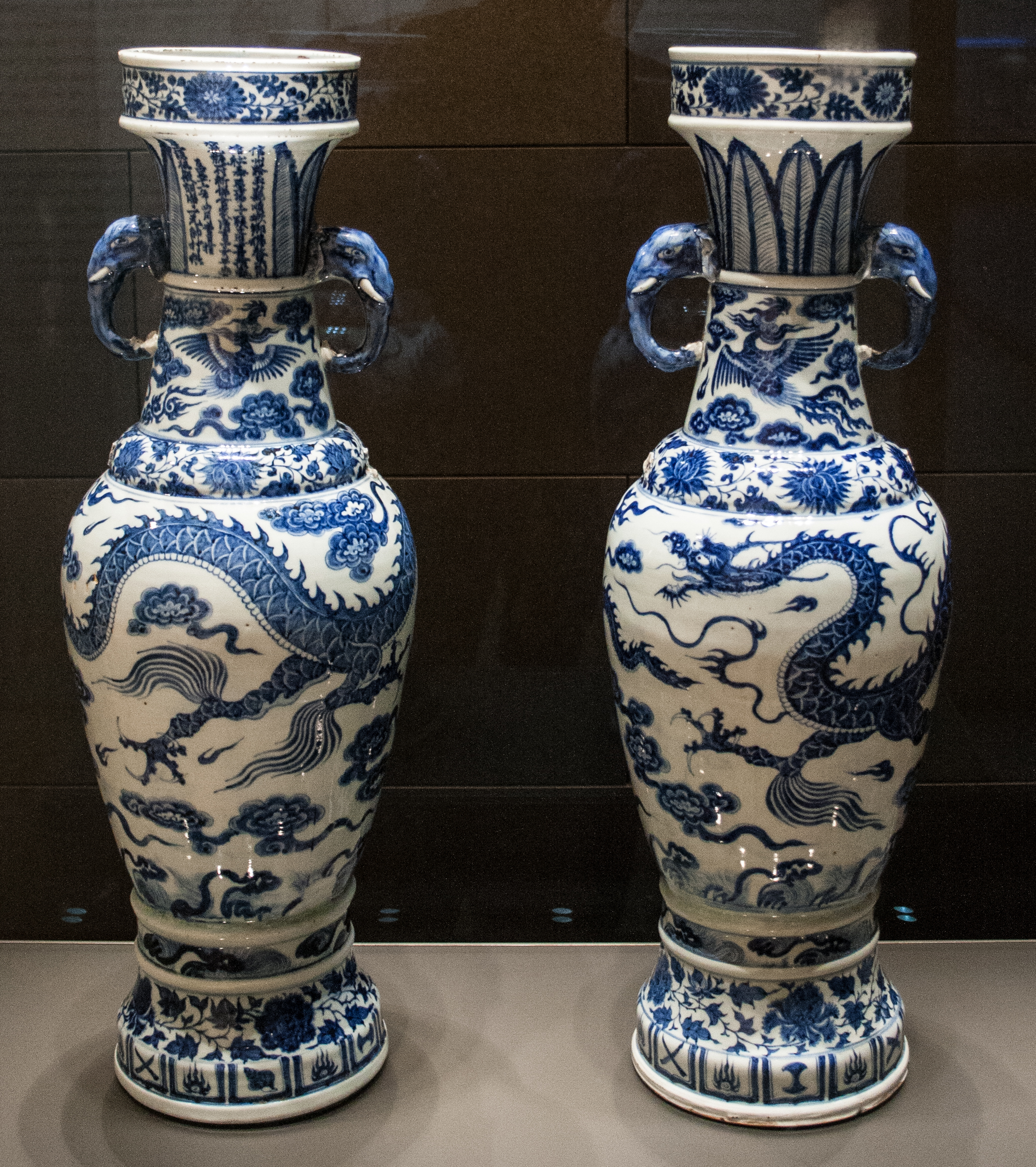
Vasi David, Jingdezhen, 1351.

#### XV secolo
Con l'avvento della Dinastia Ming nel 1368, i manufatti in porcellana bianca e blu ebbero un momento di abbandono in quanto non graditi all'imperatore, in particolare sotto il regno di Hongwu e Yongle, in quanto troppo stranieri nella loro ispirazione. Essi tornarono alla ribalta con l'imperatore Xuande continuandosi a sviluppare da allora in poi

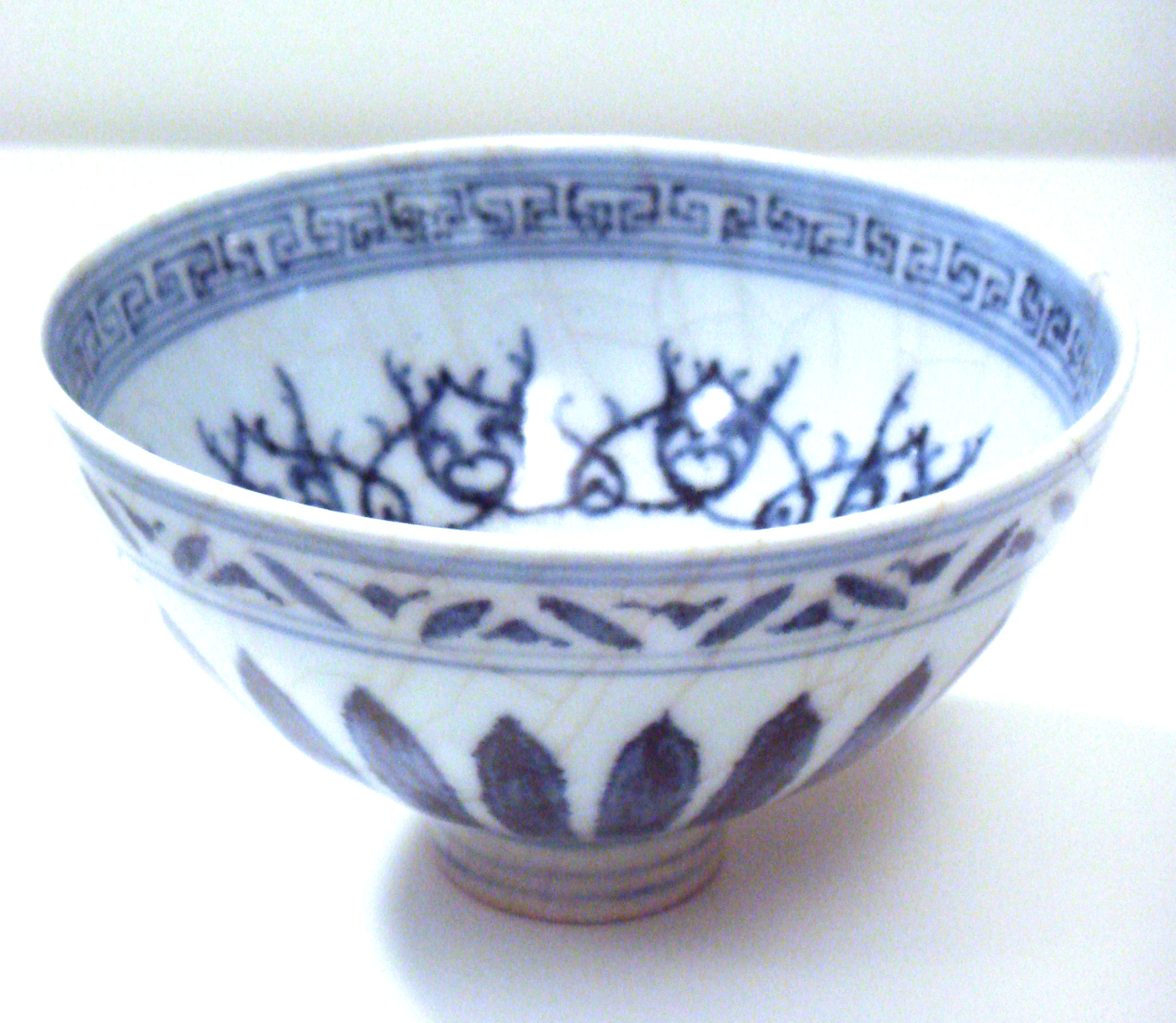
Ciotola, Jingdezhen, Dinastia Ming Yongle (1403-1424).
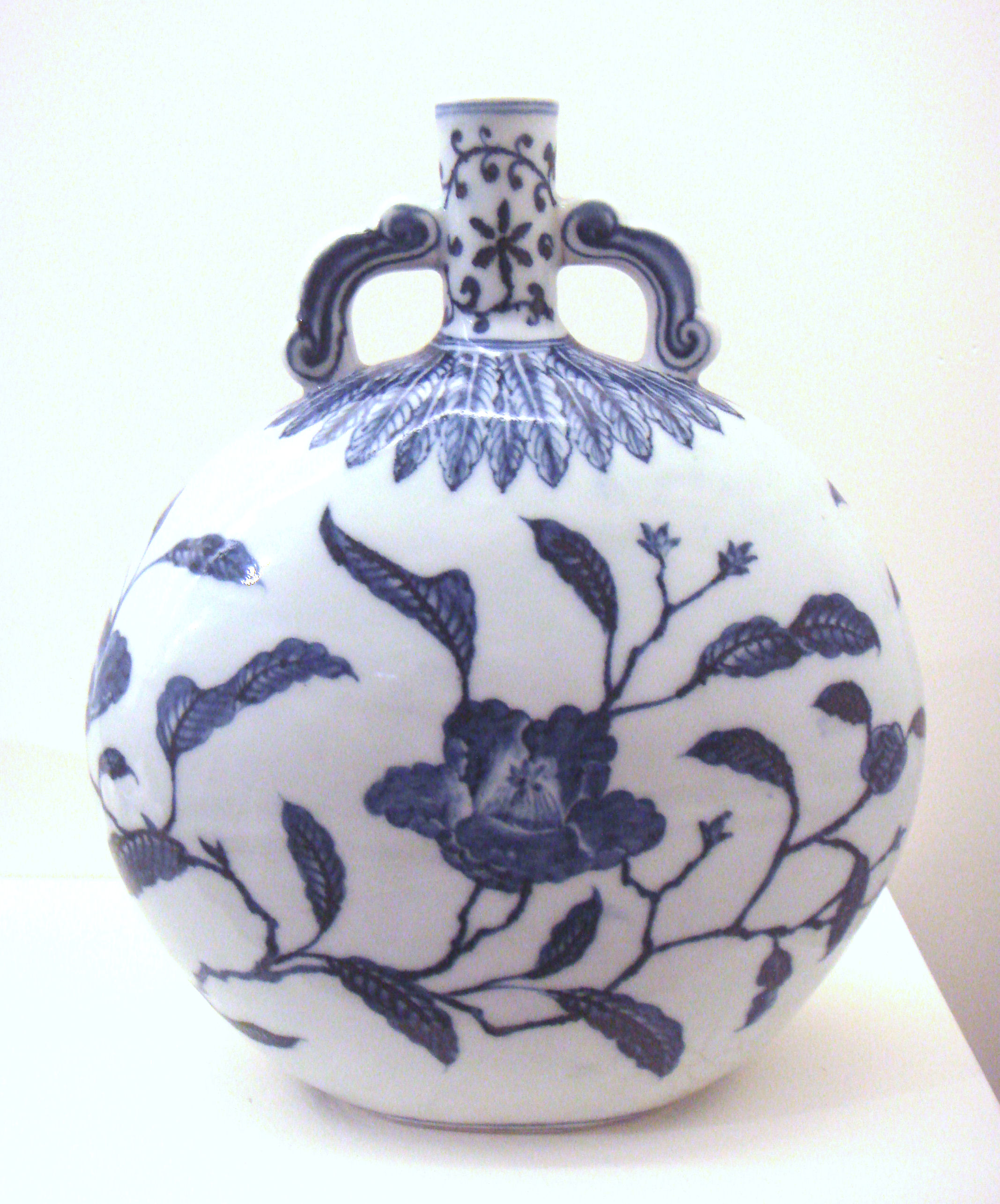
Giara, Jingdezhen, Ming, Yongle, (1403-1424).
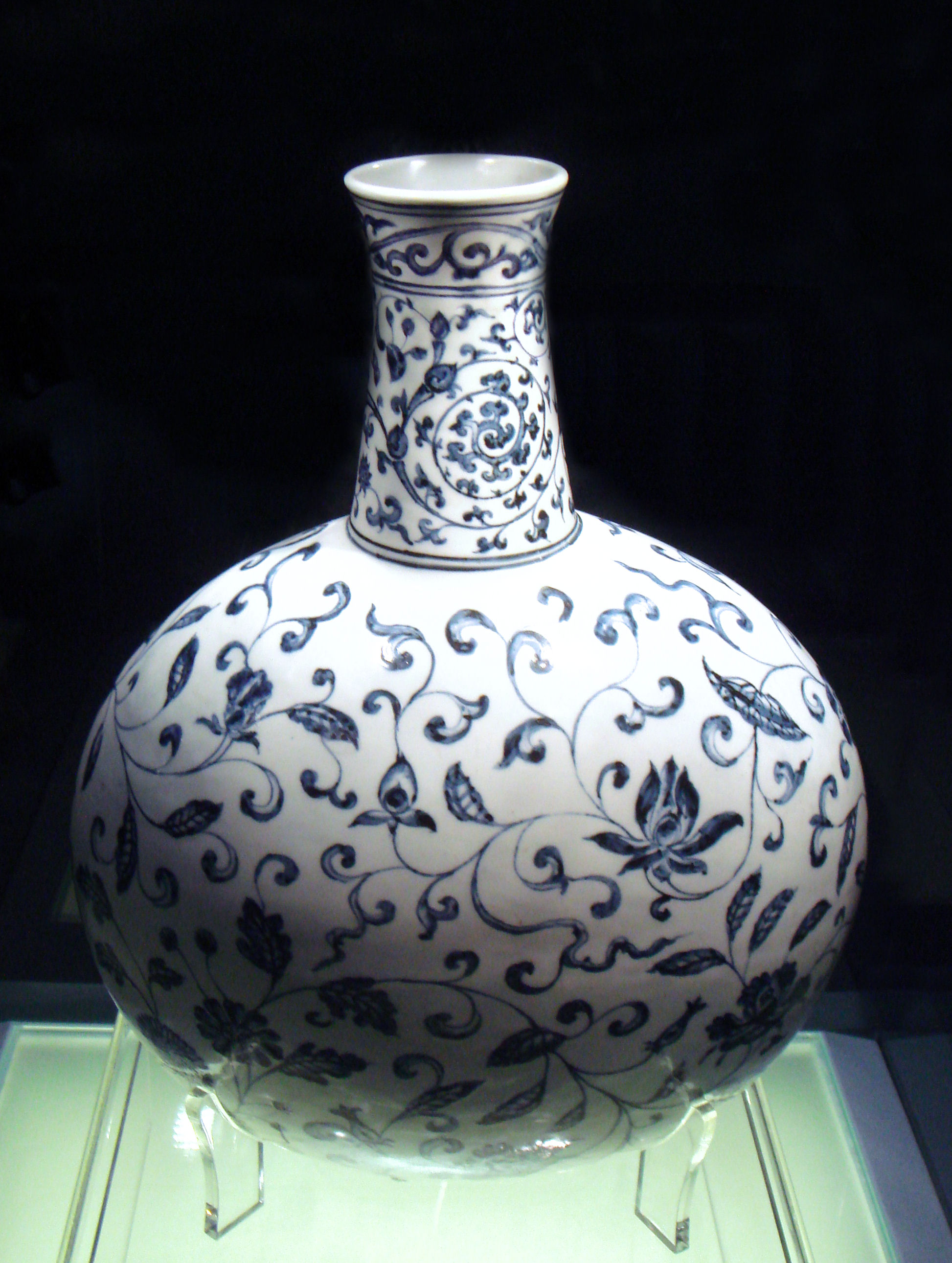
Vaso, Jingdezhen, Ming, Yongle, (1403-1424).
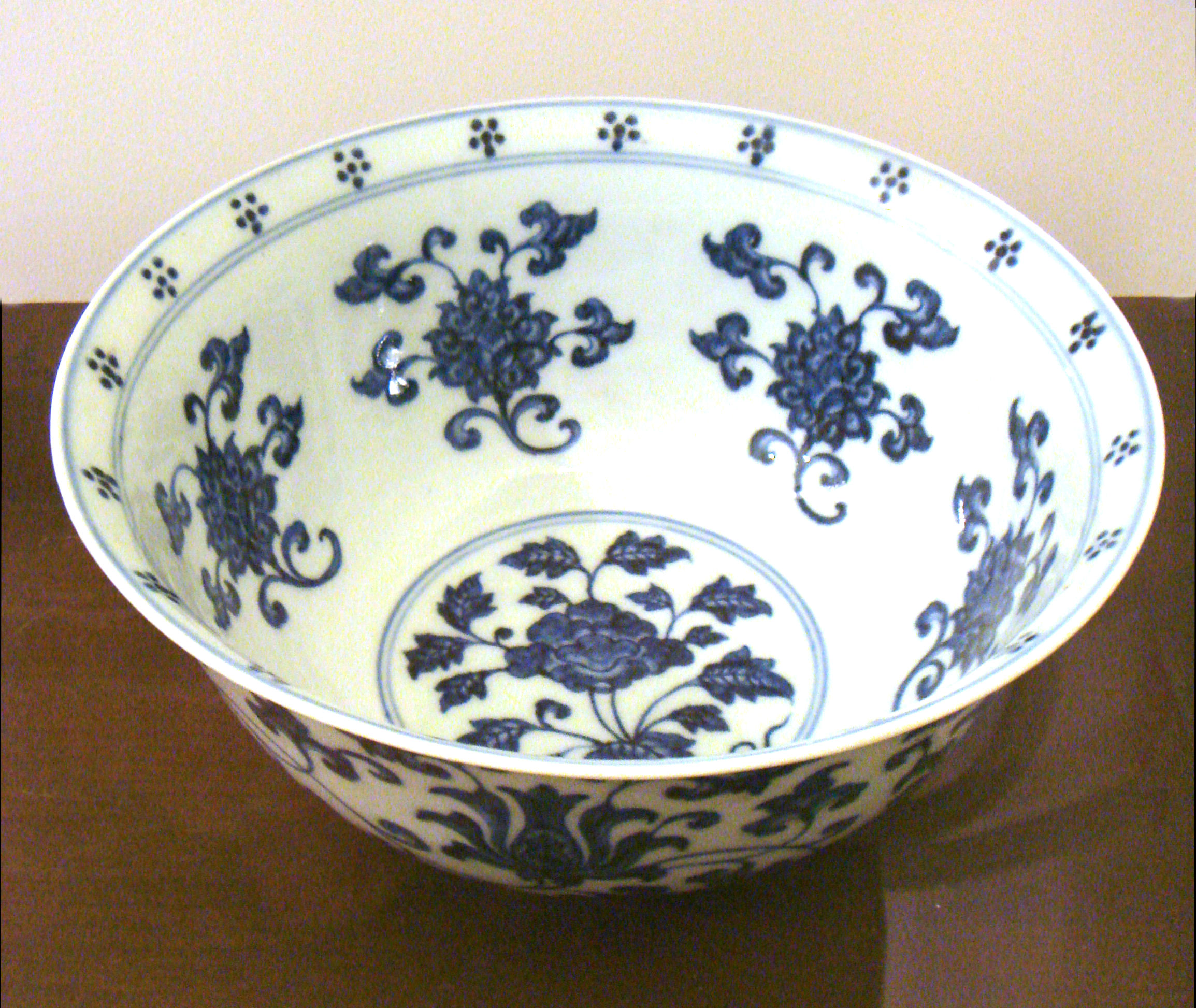
Ciotola, Ming, Xuande, (1426-1435).

#### XVI secolo
Alcuni manufatti del XVI secolo sono stati caratterizzati da influenze islamiche, come quelli prodotti sotto il l'imperatore Zhengde (1506-1521), che a volte portavano delle scritte in persiano e arabo.

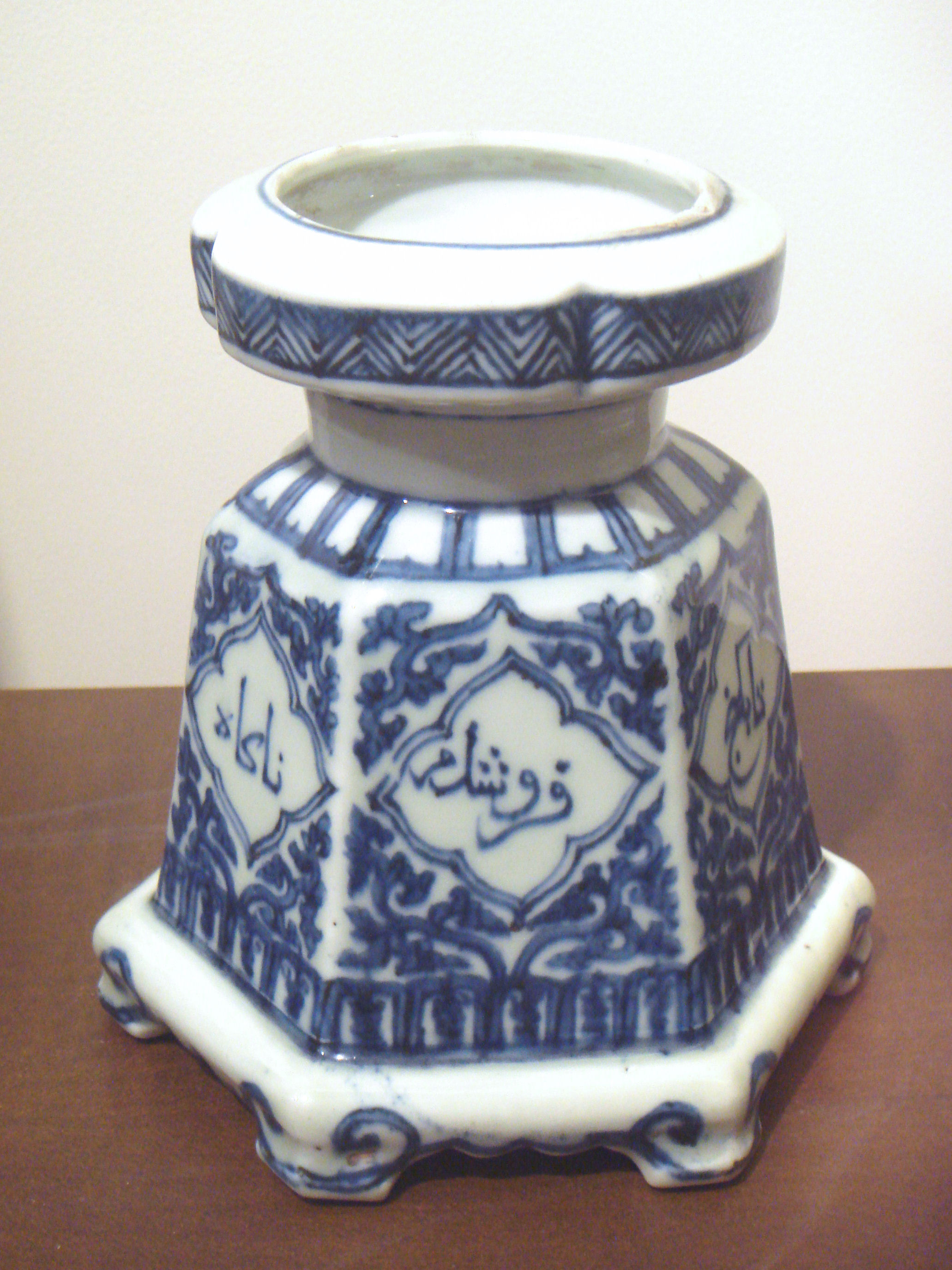
Giara con scritte in caratteri persiani, Ming, Zhengde, (1506-1521).
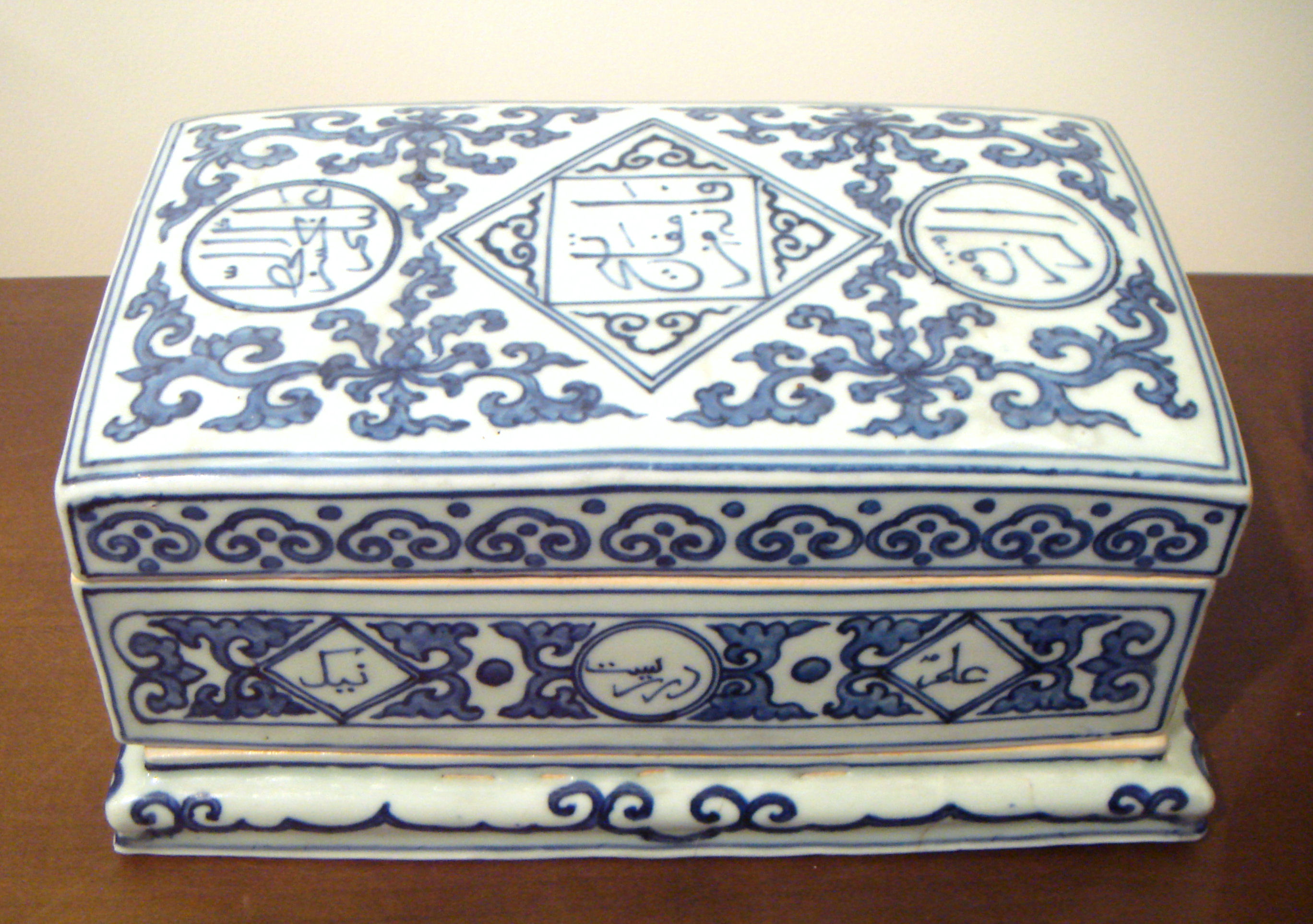
Portagioie in porcellana, con iscrizioni in arabo e persiano, Zhengde, (1506-1521).
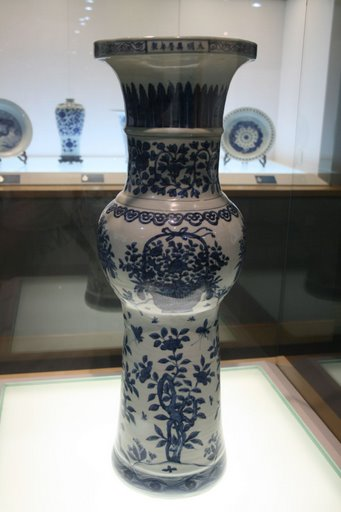
Giara, Ming, Wanli, (1573-1620).
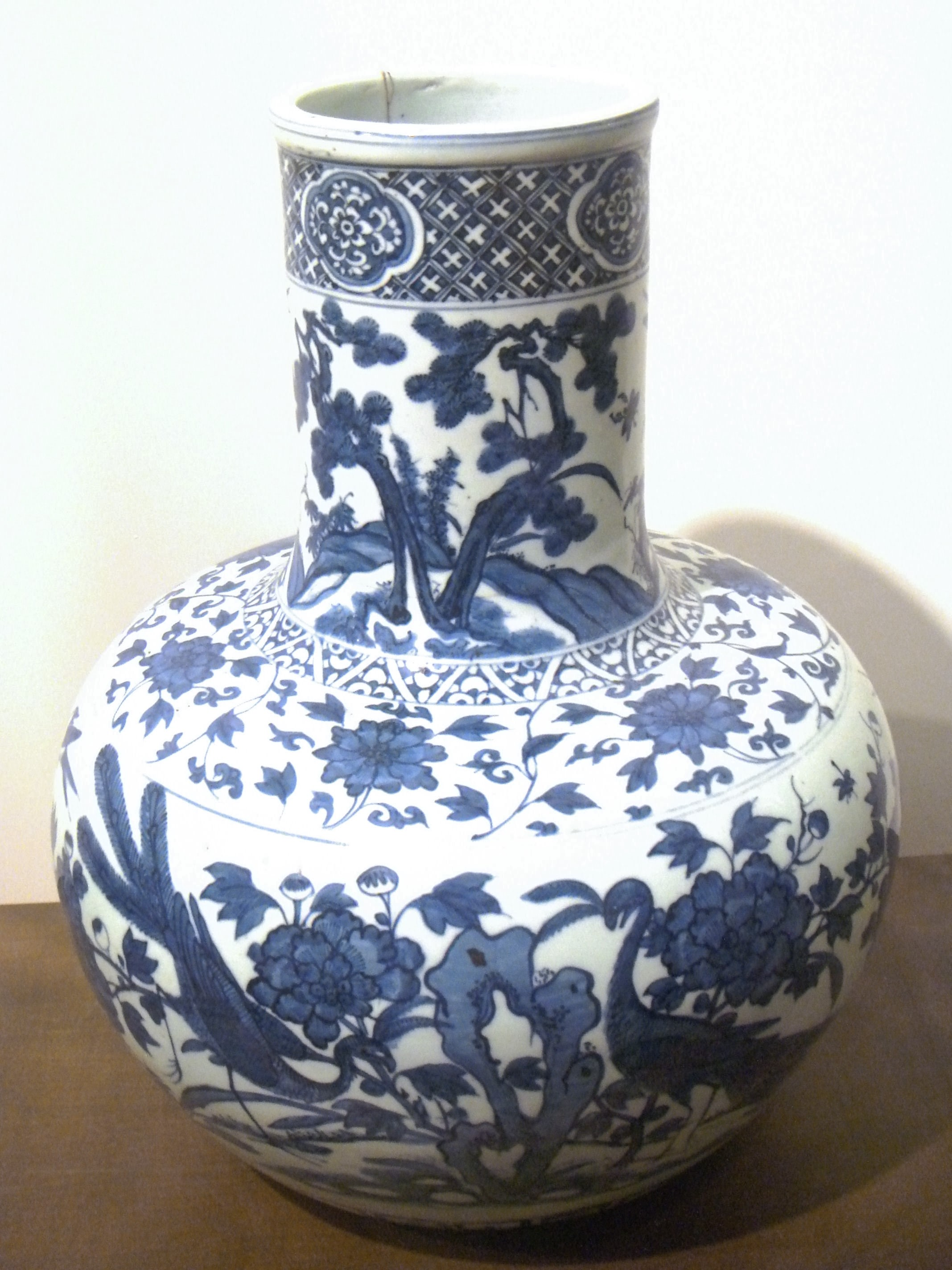
Giara, Ming, Wanli, (1573-1620).

#### XVII secolo
Nel corso del XVII secolo, numerosi pezzi blu e bianco vennero realizzati per l'esportazione verso i mercati europei. In essi convivevano simboli e scene europee miscelate a scene di vita cinese.

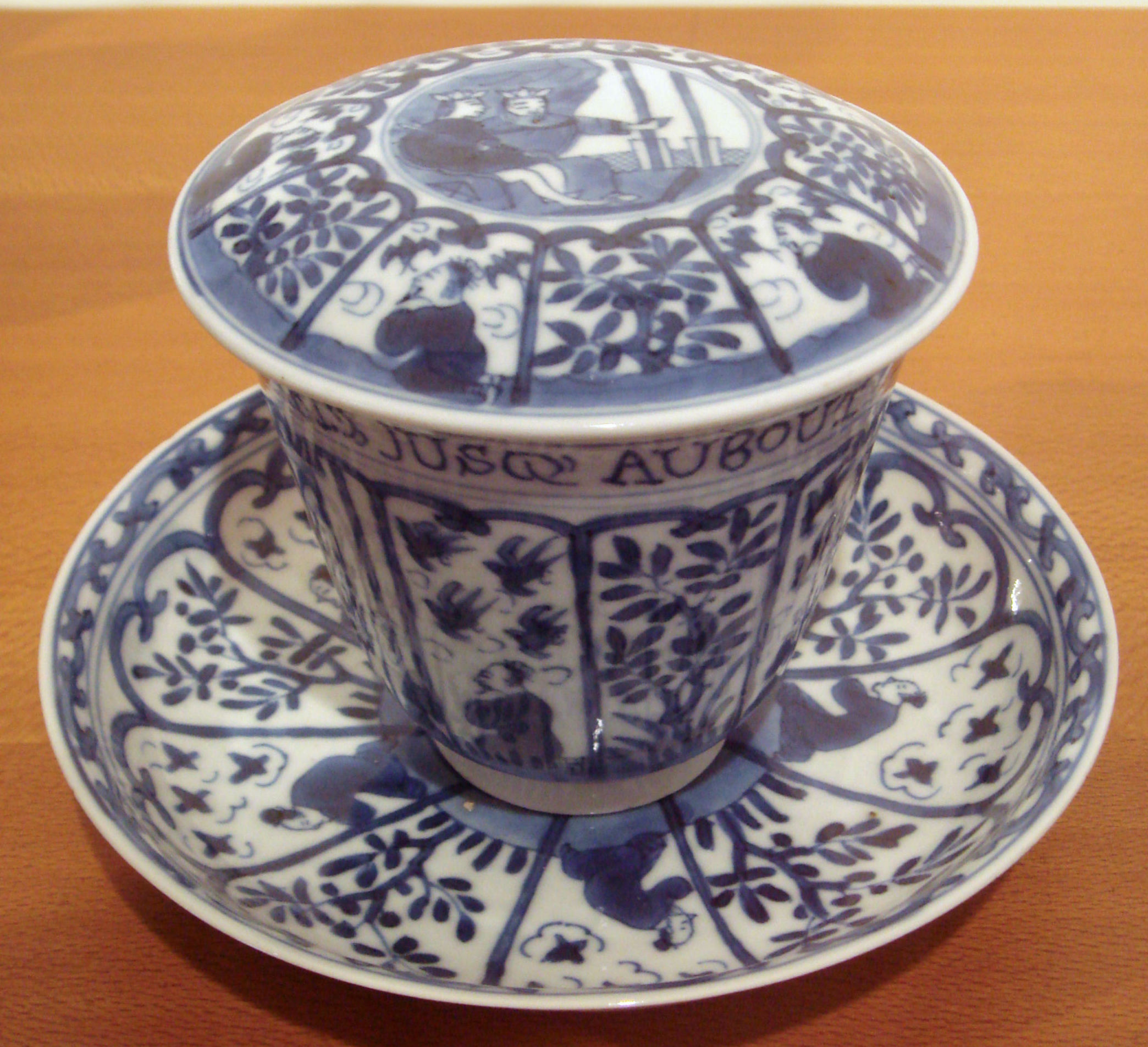
Porcellana per esportazione, Dinastia Qing, Kangxi, (1690-1700).
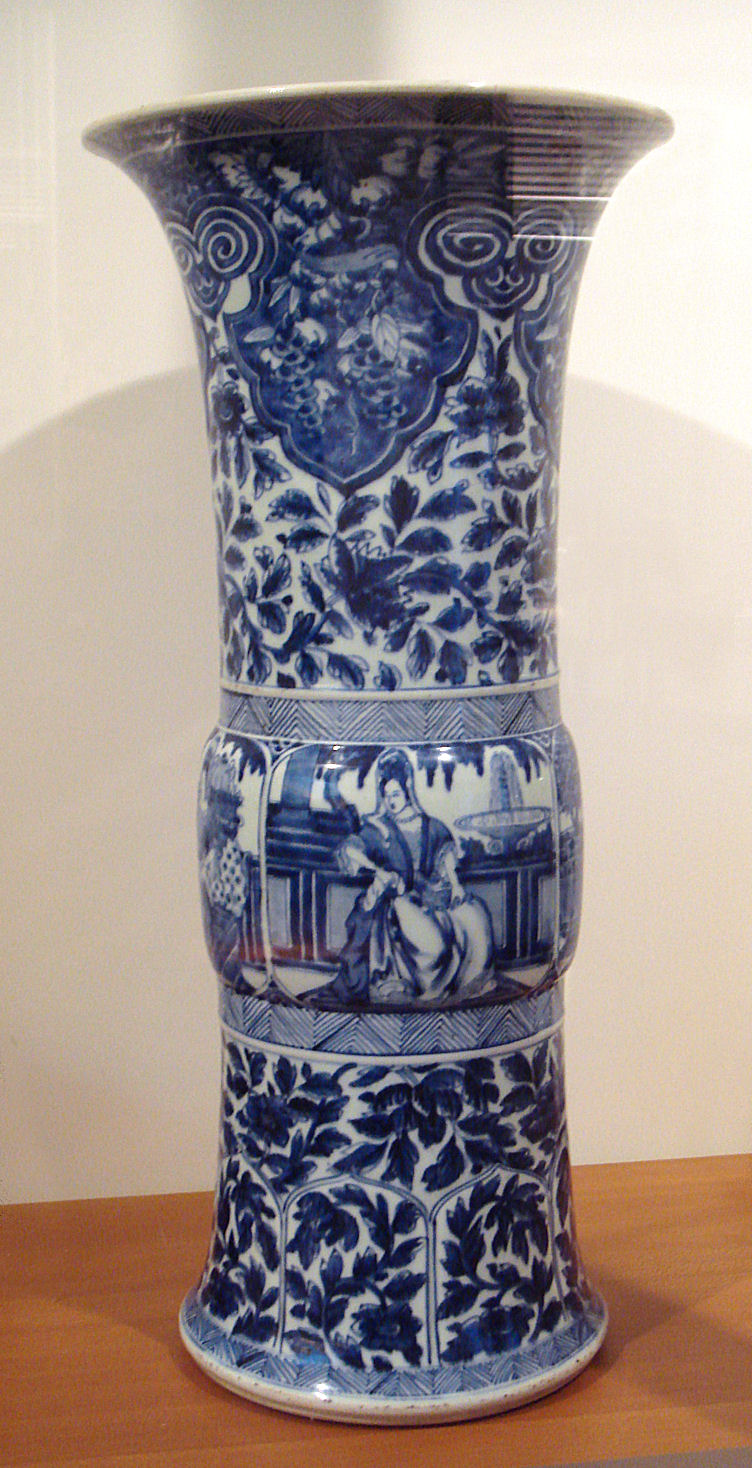
Vaso con scene europee, Qing, Kangxi, (1690-1700).

#### XVIII secolo
Nel XVIII secolo continuò la produzione per il mercato europeo. Come risultato del lavoro di François Xavier d'Entrecolles, tuttavia, si ebbe un primo esempio di "spionaggio industriale", con la trasmissione dei metodi di fabbricazione della porcellana cinese verso l'Europa e l'esportazione diminuì rapidamente, soprattutto per la fine del regno di Qianlong.

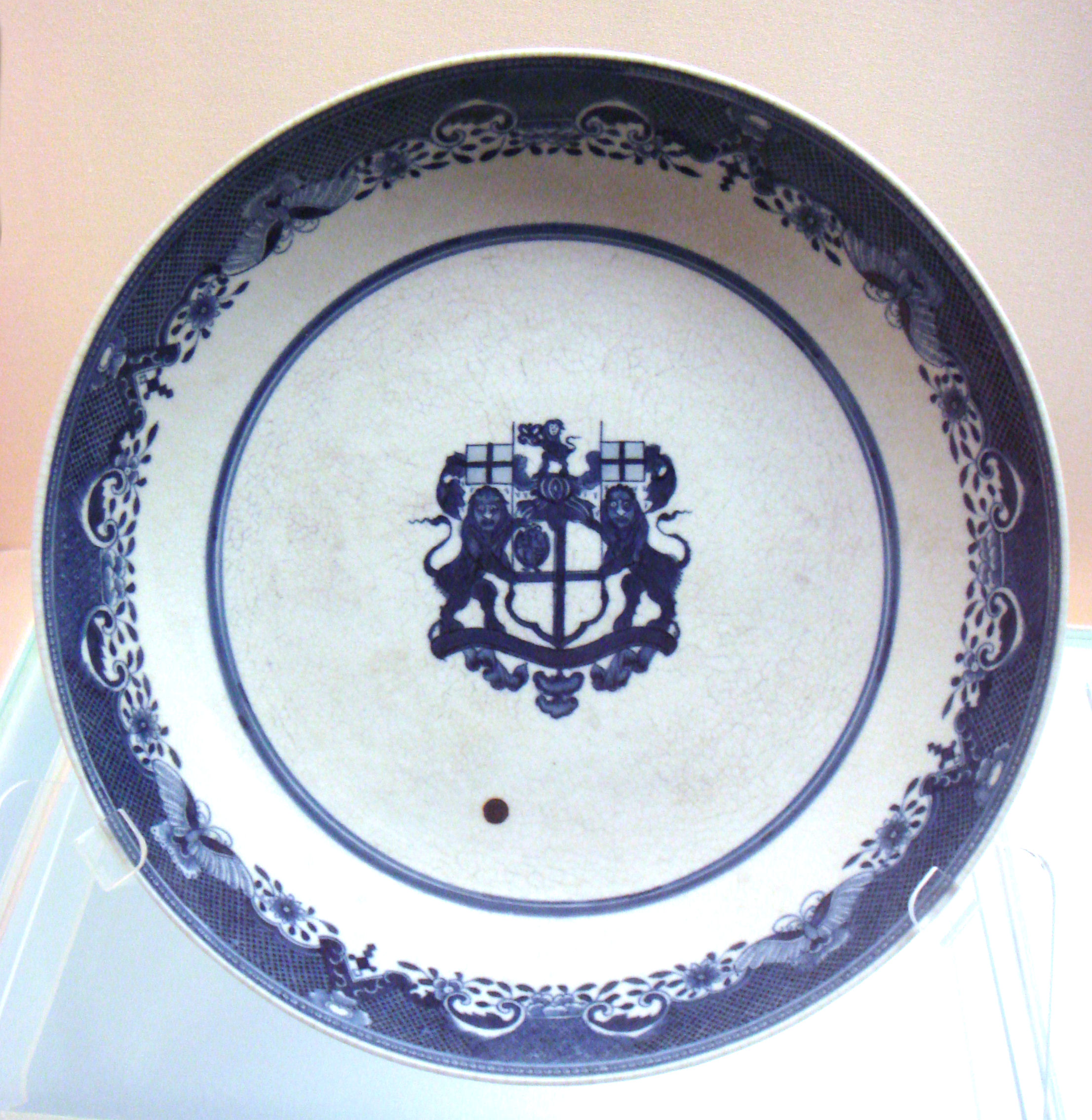
Piatto per l'esportazione, Jingdezhen, Qing, Qianlong, (1736-1795).
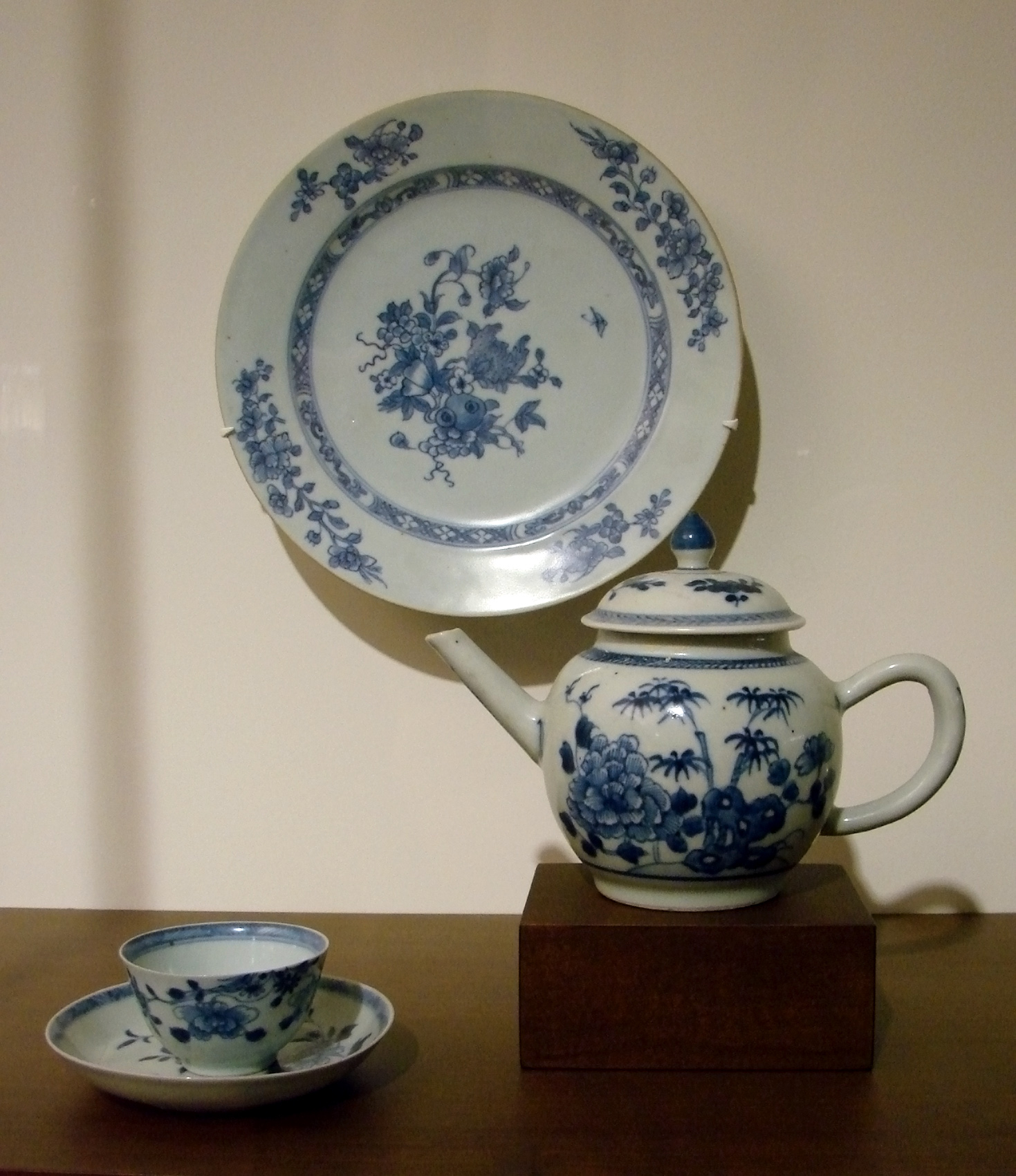
Porcellana del XVIII secolo.

## Influenze

### Influenze sulla manifattura islamica
Le porcellane cinesi bianche e blu divennero molto popolari in medio oriente nel XIV secolo, dove coesistevano con le analoghe di produzione islamica.

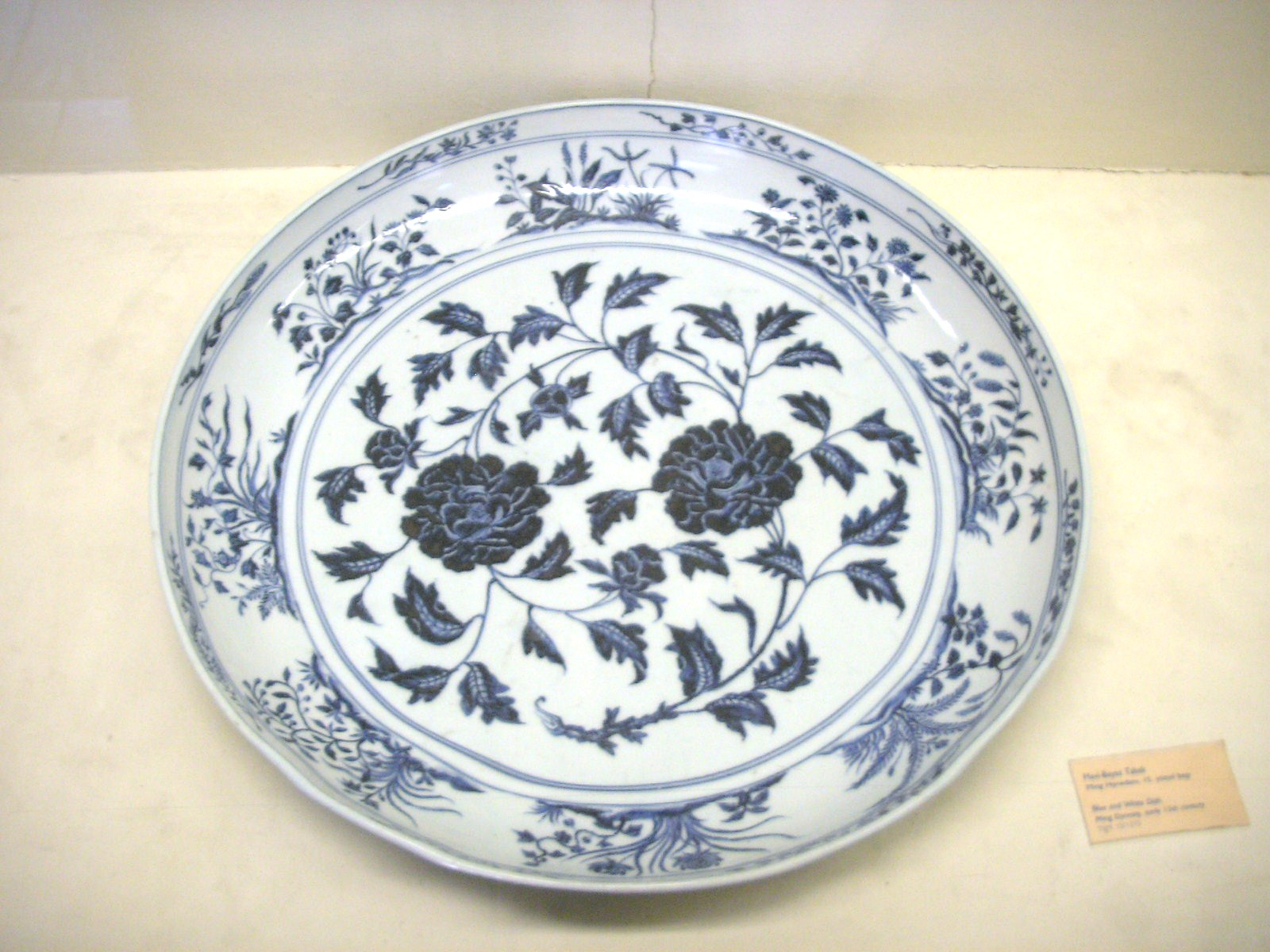
Piatto Ming, XVI secolo (Topkapi, Istanbul)

Dal XIII secolo, iniziarono ad apparire disegni pittorici di ispirazione cinese, come gru, draghi e fiori di loto in produzioni ceramiche del vicino oriente, in particolare in Siria ed Egitto.
Le porcellane cinesi dei secoli XIV e XV giunsero in mediorientale e nel vicino oriente, e soprattutto nell'Impero ottomano, o tramite donazioni o come bottino di guerra. I disegni cinesi influenzarono estremamente i produttori di ceramica di İznik, Turchia. Il disegno Ming "uva" in particolare fu molto popolare e venne ampiamente riprodotto sotto l'impero ottomano.

### Influenze sulle porcellane europee

#### Prime influenze

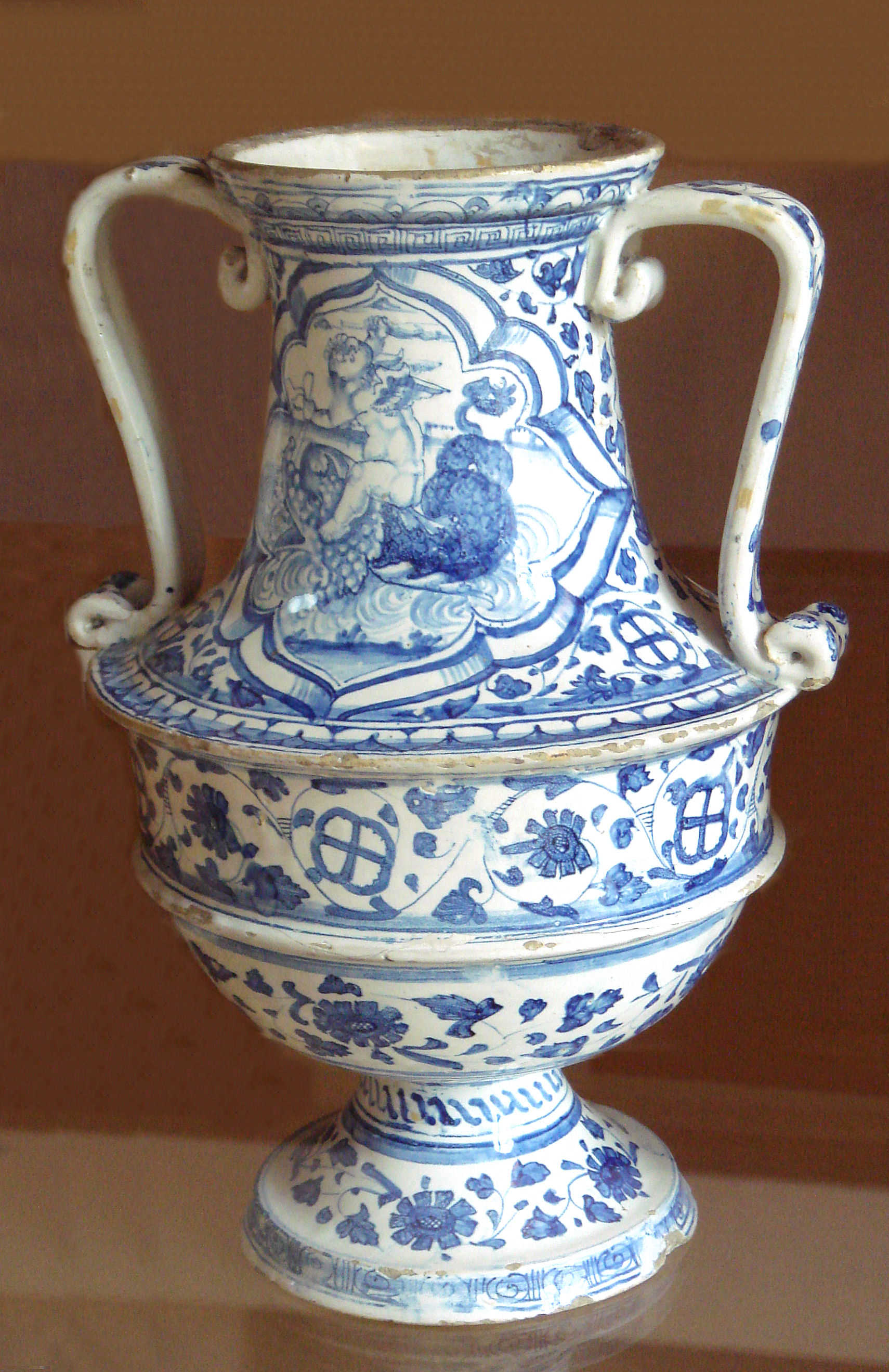
Vaso, Cafaggiolo, Italia, 1520.

Le porcellane cinesi vennero copiate in Europa dal XVI secolo, con la tecnica della maiolica bianca e blu chiamata alla porcellana. Subito dopo i primi esperimenti per riprodurre manufatti di porcellana cinese bianca e blu, vennero realizzate le porcellane Medici. Questi primi lavori sembrano aver mescolato influenze dagli esemplari islamici e cinesi.

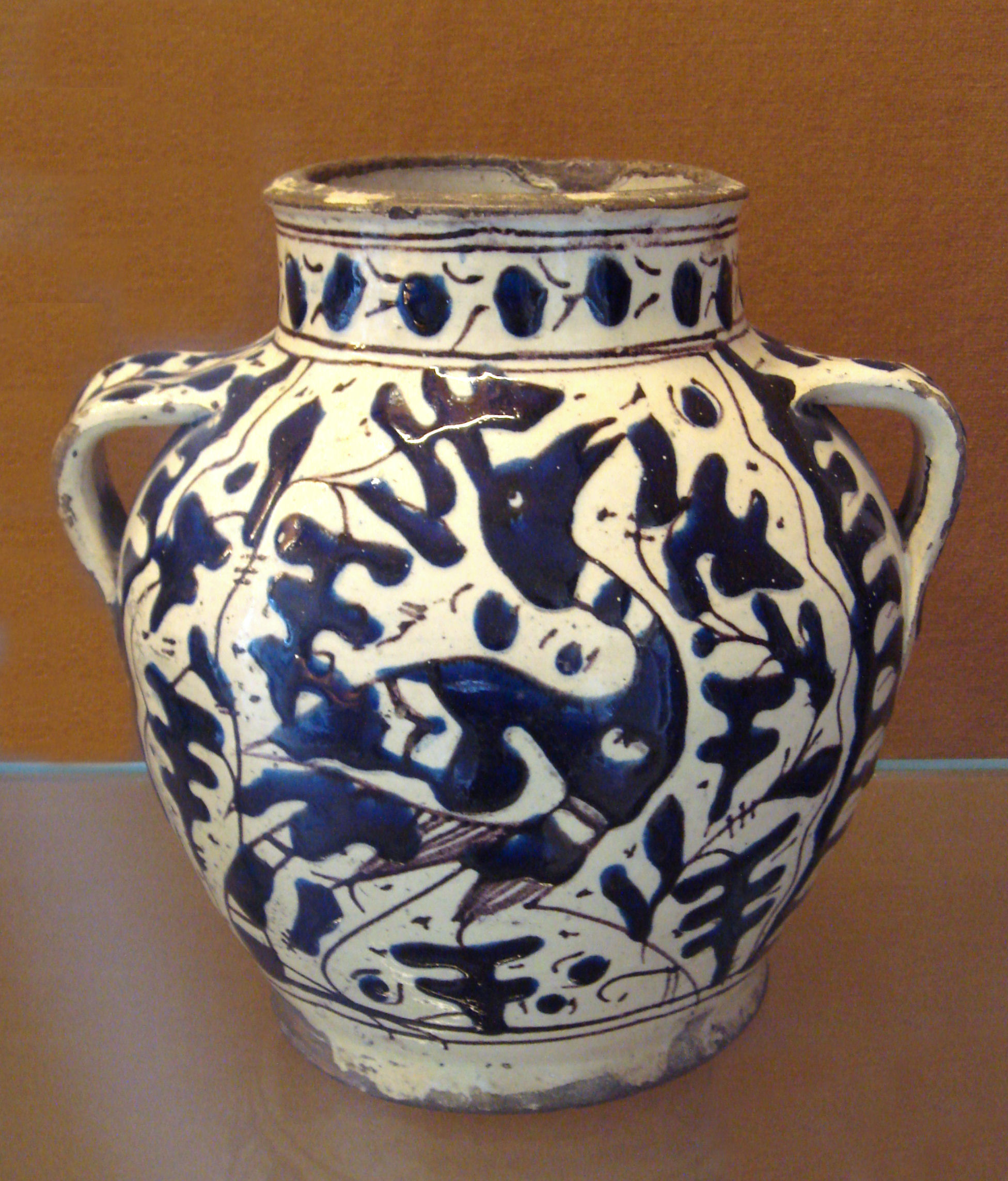
Vaso, Firenze, seconda metà del XV secolo.
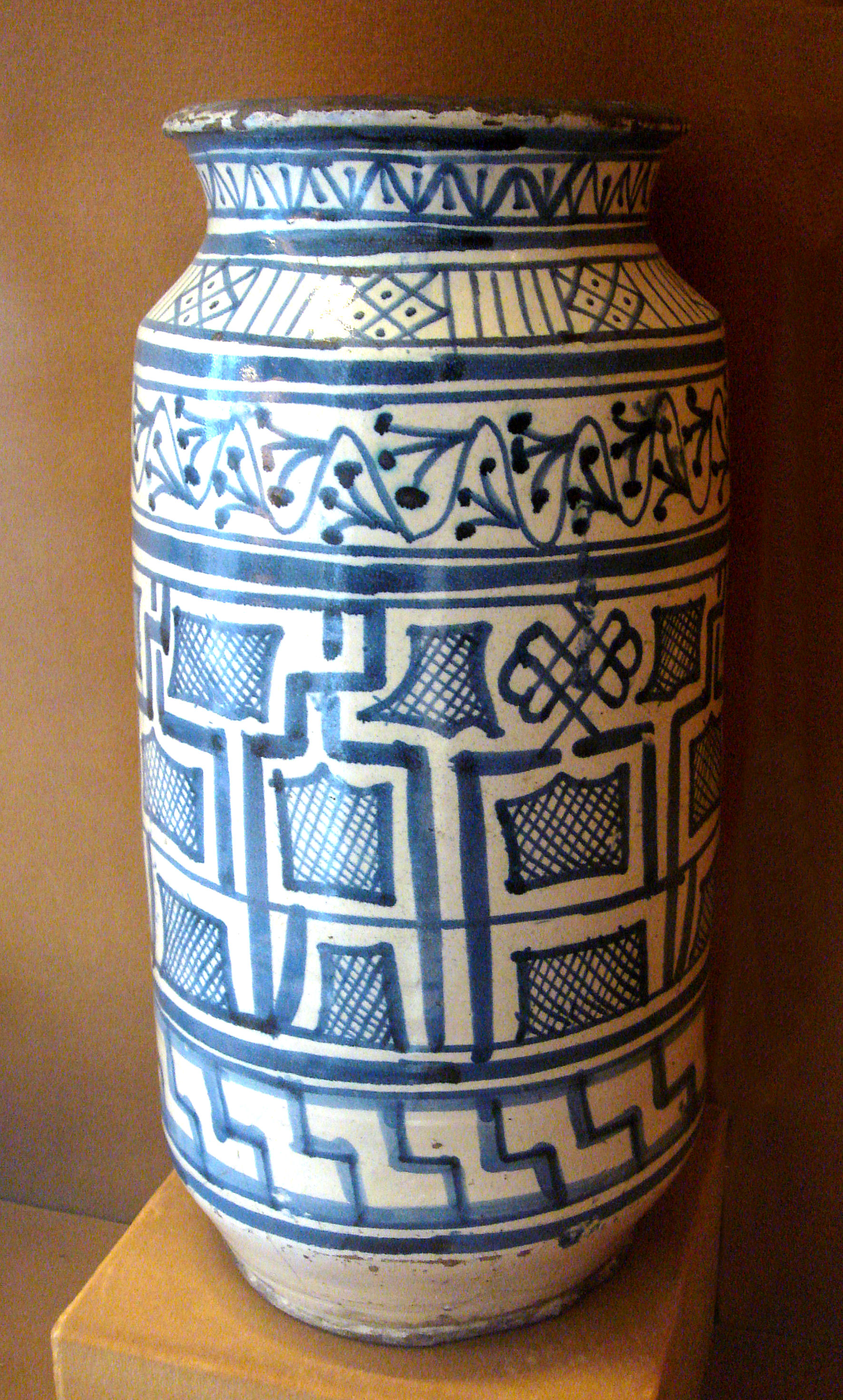
Faenza con disegni pseudo-kufici, Toscana, seconda metà del XV secolo.

#### Imitazioni cinesi

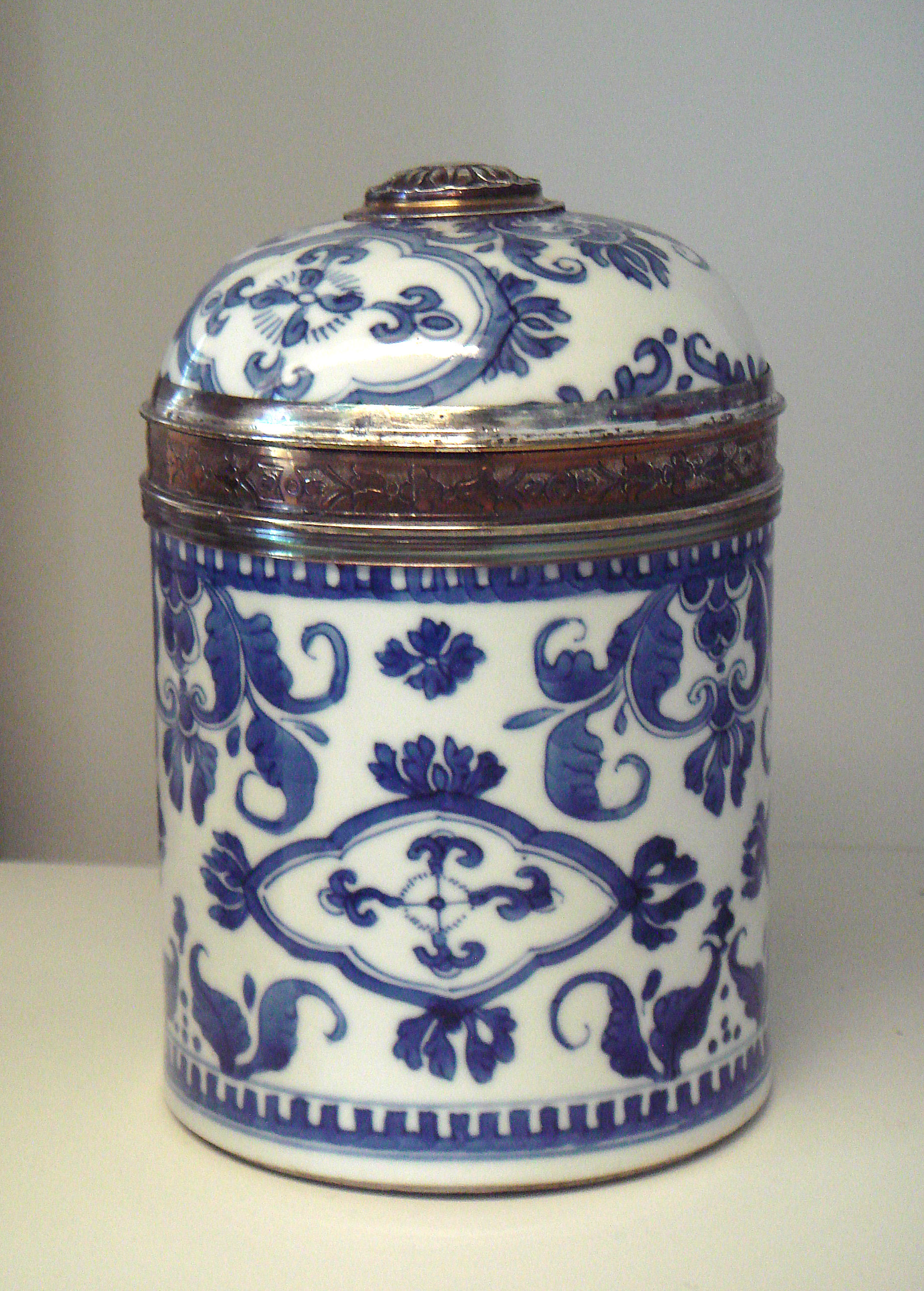
Porcellana Kangxi montata con argento francese, 1717-1722.

Dall'inizio del XVII secolo la porcellana bianca e blu veniva esportata direttamente in Europa. Nei secoli XVII e XVIII, la porcellana orientale bianca e blu fu molto apprezzata in Europa e nelle Americhe, talvolta arricchita da montature in argento e oro, è stata collezionata da re e principi.

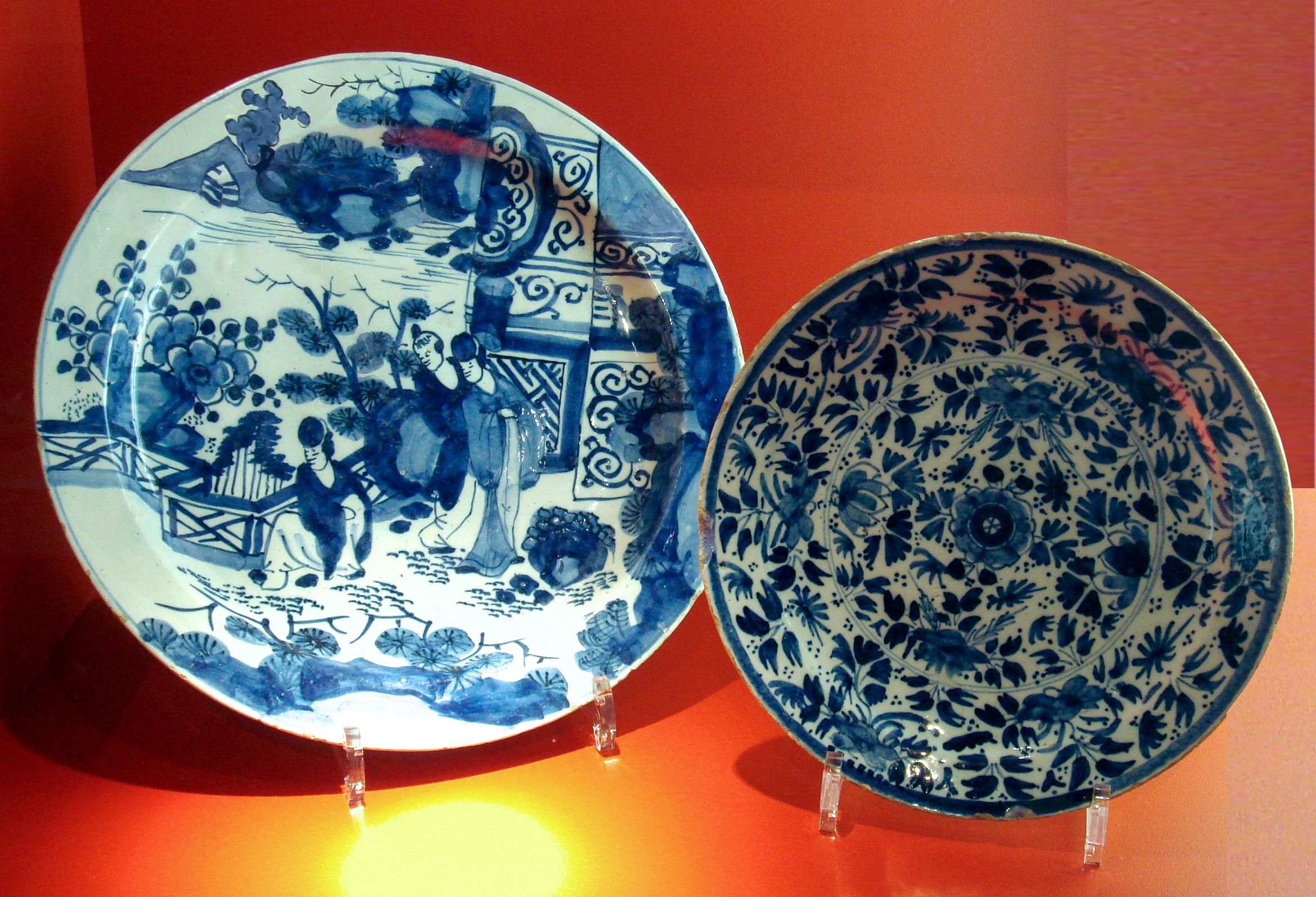
Porcellana olandese di Delft con scene cinesi, XVIII secolo. Musée Ernest Cognacq.

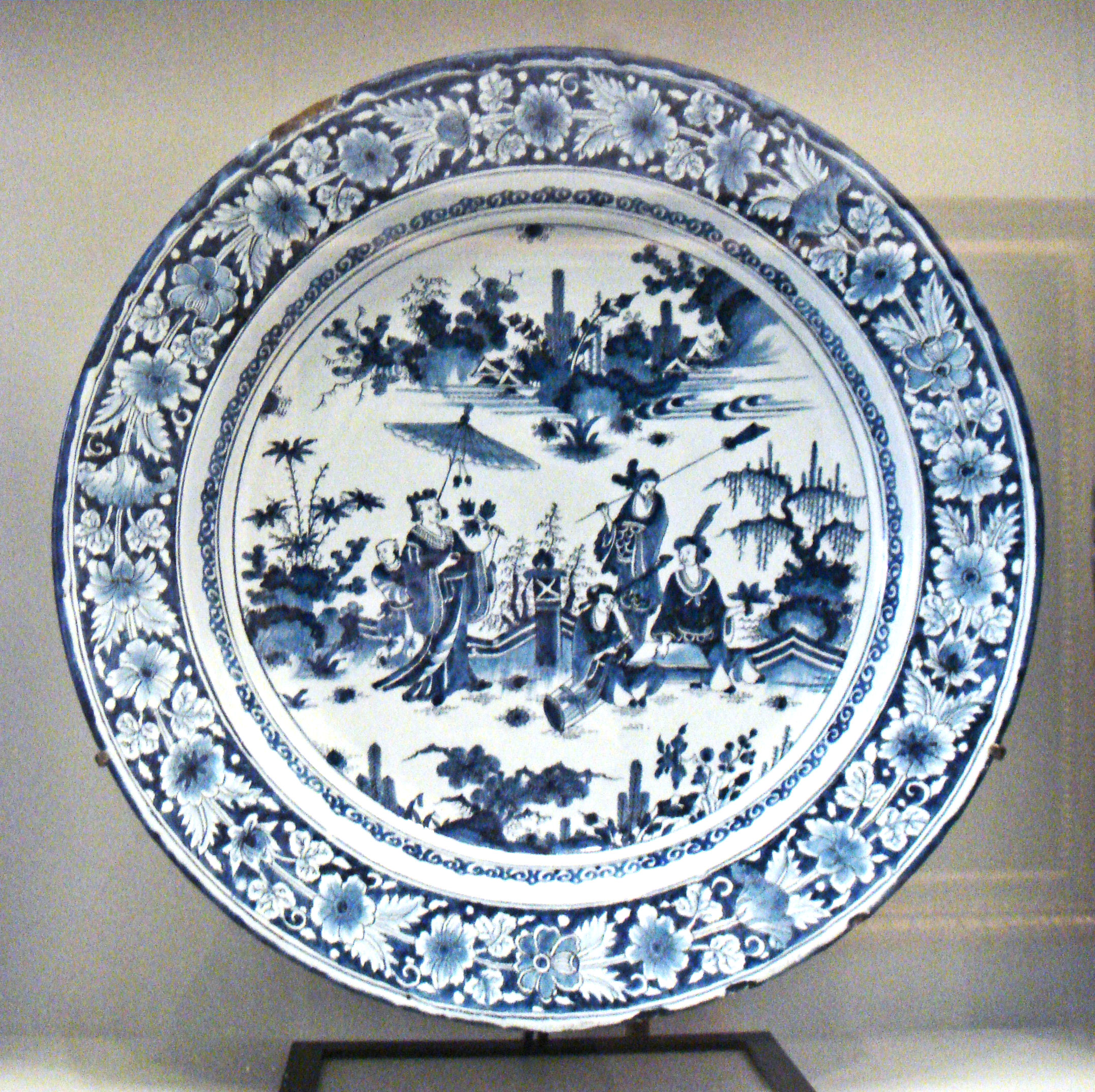
Ceramica di Faenza con scene cinesi, Nevers, Francia, 1680-1700.

La manifattura europea di porcellane iniziò a Meißen in Germania nel 1707. I segreti dettagliati della produzione della porcellana cinese a pasta dura vennero trasmessi in Europa attraverso gli sforzi del gesuita padre François Xavier d'Entrecolles tra il 1712 ed il 1722.
I primi articoli sono stati fortemente influenzati dalle porcellane orientali cinesi e di altri stati islamici e un modello iniziale era la cipolla blu, in produzione presso la fabbrica di Meissen ancora oggi. La prima fase della produzione francese venne fortemente influenzata dai modelli cinesi. Il primo vasellame di porcellana inglese venne anche influenzato da manufatti cinesi e quando, per esempio, la produzione di porcellana iniziò a Worcester, quasi quarant'anni dopo Meissen, i prodotti orientali fornirono l'ispirazione per gran parte della decorazione utilizzata. Dipinti a mano e stampati col procedimento della stampa a trasferimento termico, vennero realizzati a Worcester e in altre fabbriche inglesi in uno stile conosciuto come cineserie. Molte altre fabbriche europee seguito questa tendenza. A Delft, Paesi Bassi, la produzione locale trasse ispirazione dai manufatti cinesi realizzati per l'esportazione in Olanda e tale produzione si protrasse per tutto il XVII secolo. Tale produzione venne poi ampiamente copiata da fabbriche di altri paesi europei, tra cui l'Inghilterra, dove è conosciuta come Delftware inglese.